# Conus aulicus
Espèce
Statut de conservation UICN

 LC  : Préoccupation mineure
Synonymes
- Conus auratus Hwass in Bruguière, 1792
- Conus gracianus da Motta, 1982
- Conus particolor Perry, 1810

Conus aulicus est un mollusque gastéropode marin appartenant à la famille des Conidae. Il fait partie des cônes venimeux dangereux pour l'Homme.

## Description
C'est un cône de forme caractéristique, avec une coquille allant du jaune orangé au brun sombre, portant des motifs en triangles couleur crème de taille variable et plus ou moins chevauchants. Le manteau est crème marbré de brun.
Cette espèce mesure entre 6 et 16 cm de long.

## Galerie

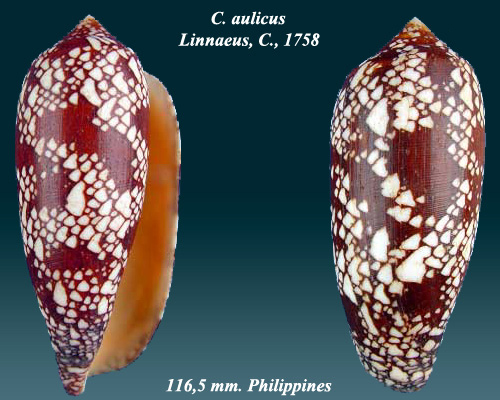
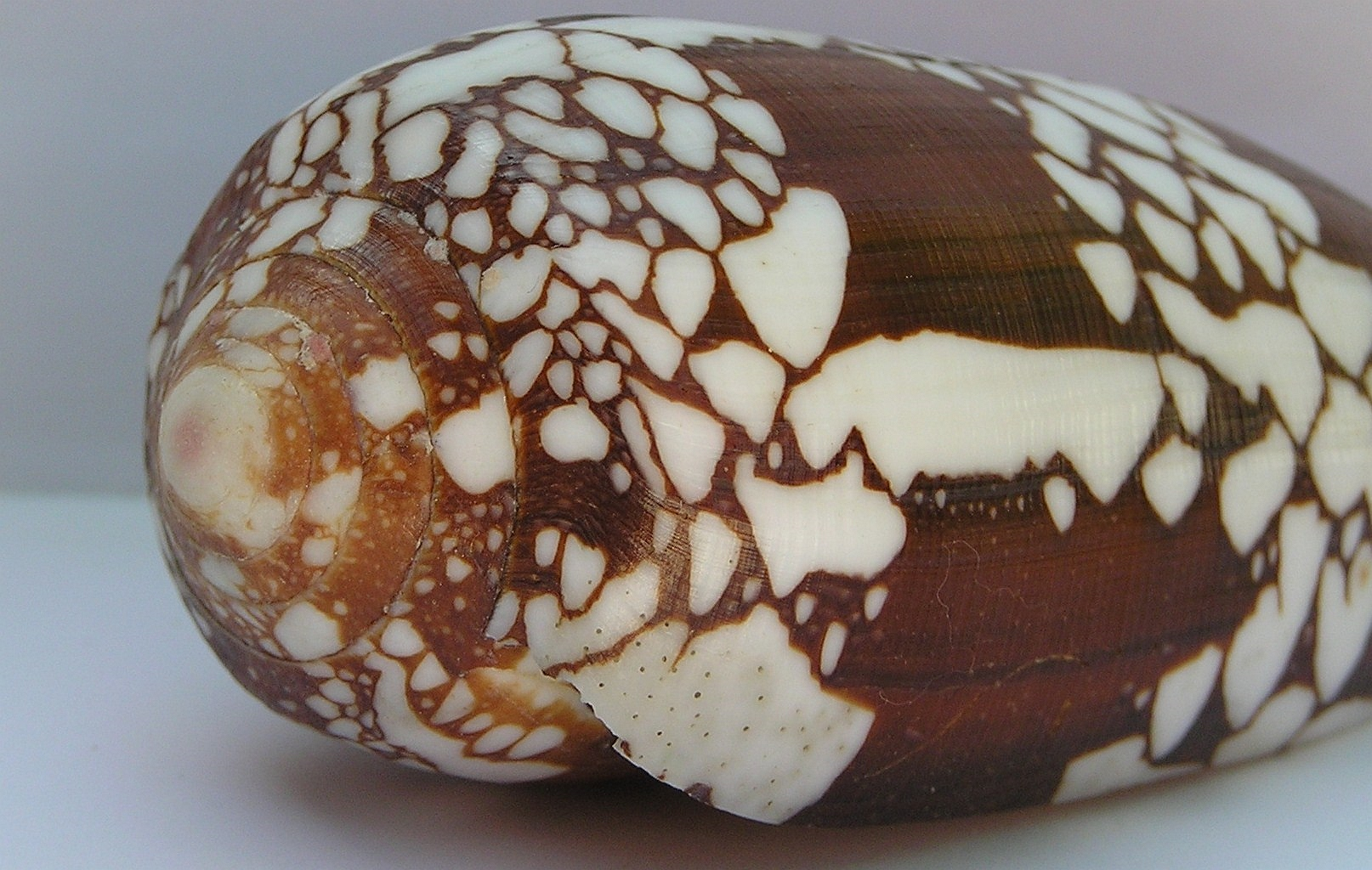
Détail de la spire
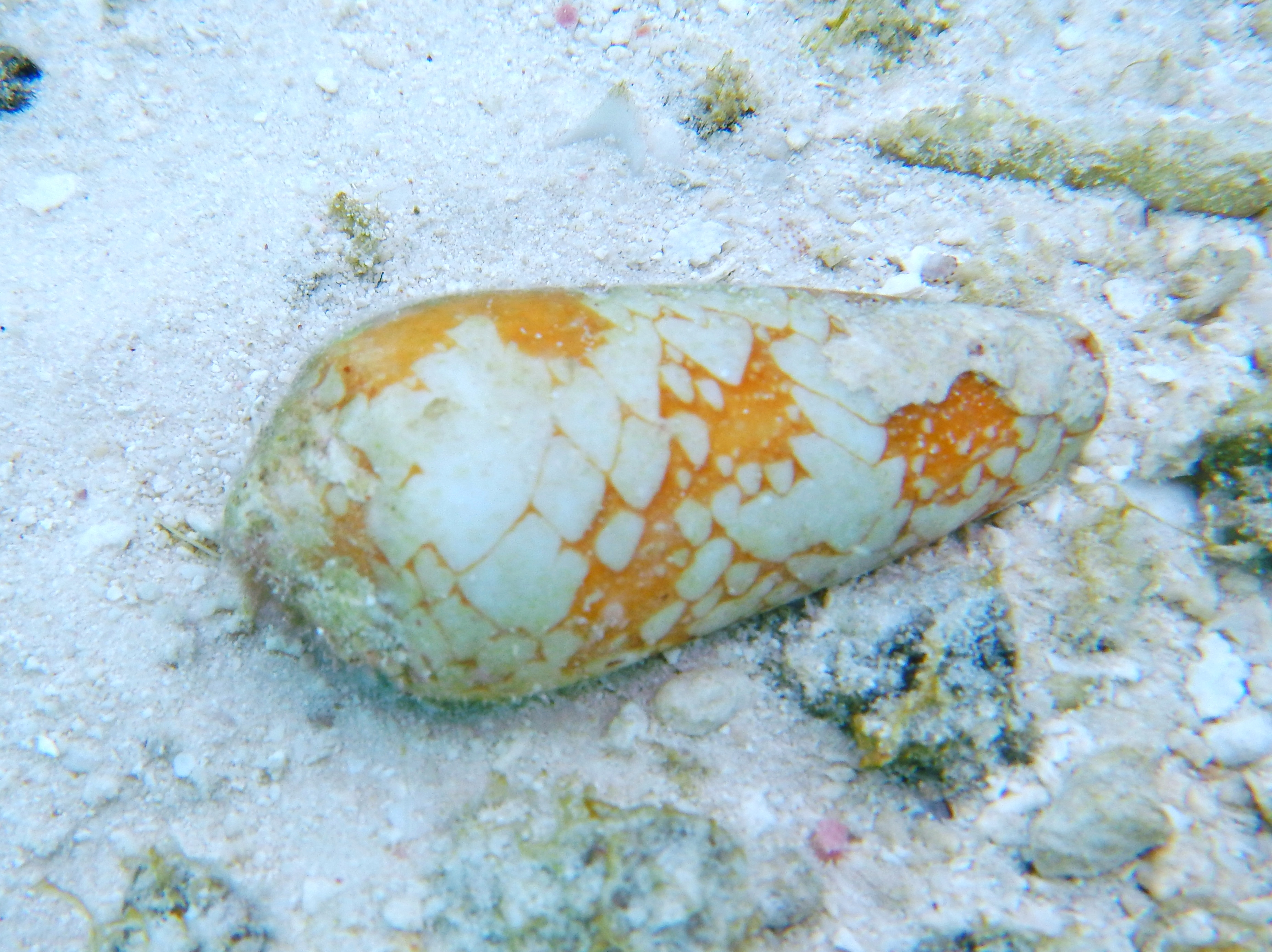
Spécimen in situ, abîmé par le sable

## Répartition
Ce cône est fréquent dans tout l'Indo-Pacifique tropical, des côtes est-africaines à la Polynésie. 

## Biologie
Ce cône est principalement mollusquivore : comme les autres espèces du genre Conus, cet animal chasse ses proies à l'aide d'un dard venimeux qu'il peut projeter violemment devant lui. Le venin de cette espèce est dangereux pour l'Homme, mais les accidents demeurent rares car cette espèce est essentiellement nocturne et pas agressive (il piquera uniquement en cas de légitime défense). 

## Autres cônes dangereux (liste non exhaustive)
- Conus aulicus
- Conus aureus
- Conus consors
- Conus geographus (le plus facilement mortel)
- Conus magnificus
- Conus magus
- Conus marmoreus
- Conus obscurus
- Conus pennaceus
- Conus striatus
- Conus textile
- Conus tulipa

## Philatélie
Ce mollusque figure sur une émission du Laos de 1993 (valeur faciale : 500 k).